# The Motto
The Motto is een nummer van de Nederlandse dj Tiësto en de Amerikaanse zangeres Ava Max uit 2021.
"The Motto" is een dancenummer met een donker geluid dat doet denken aan Meduza. De plaat werd in diverse landen een grote hit. Het meeste succes kende het nummer in de Nederlandse Top 40, waar op 26 februari 2022 de 1e positie werd gehaald. In de Vlaamse Ultratop 50 bereikte het nummer op 12 maart een 3e positie. In 2022 stond het nummer op de hoogste positie in de Dance 15 van The X Vibe, een jaarlijkse hitlijst met de populairste dancenummers van het jaar.